# Sternotomis itzingeri
Sternotomis itzingeri là một loài bọ cánh cứng trong họ Cerambycidae.